# SOS: The Final Escape
SOS: The Final Escape (絶体絶命都市?, Zettai zetsumei toshi) è un videogioco sviluppato nel 2002 da Irem. Distribuito in America Settentrionale con il titolo Disaster Report e in Europa da Agetec, è il primo gioco della serie Zettai zetsumei toshi, proseguita con Raw Danger!.

## Trama
Ambientato nel 2005, il videogioco è incentrato sul personaggio di Keith Helm (Masayuki Sudo (須藤 真幸?) nella versione originale), giovane cronista assunto per la testata Town Crier che si trova su un'isola artificiale, località colpita da una serie di inspiegabili terremoti.

## Sviluppo
Ideato da Kazuma Kujo utilizzando come spunto il cinema catastrofico, il videogioco è stato modificato in fase di localizzazione, facendo assumere ai personaggi aspetto e nomi occidentali.
Nel 2006 è stato pubblicato un sequel dal titolo Zettai zetsumei toshi 2: itetsuita kiokutachi (絶体絶命都市2 -凍てついた記憶たち-?), distribuito in occidente con il titolo Raw Danger!. Un terzo videogioco, Zettai zetsumei toshi 3: kowareyuku machi to kanojo no uta (絶体絶命都市３ ─壊れゆく街と彼女の歌?), è stato prodotto nel 2009 per PlayStation Portable e reso disponibile solamente in Giappone e Corea del Sud. Un quarto titolo, Zettai zetsumei toshi 4 Plus: Summer Memories, è stato pubblicato nel 2018 per PlayStation 4.